# Ndolé
Le ndolé (ou ndolè) est le nom camerounais de variétés alimentaires de Vernonia. Il s'agit d'un plat préparé à base d'une plante légumière dont les feuilles sont consommées fraîches, mais aussi dans une moindre mesure séchées.

## Origines
Cette plante utilisée est un arbuste endémique dans le sud-ouest du Cameroun et au Nigeria voisin, cultivé dans des jardins pour ses feuilles qui servent de base au plat national du Cameroun (du moins dans la région du Littoral) appelé également « ndolé ». Emblématique plat royal camerounais dont les feuilles et les racines ont également des vertus thérapeutiques.

## La plante

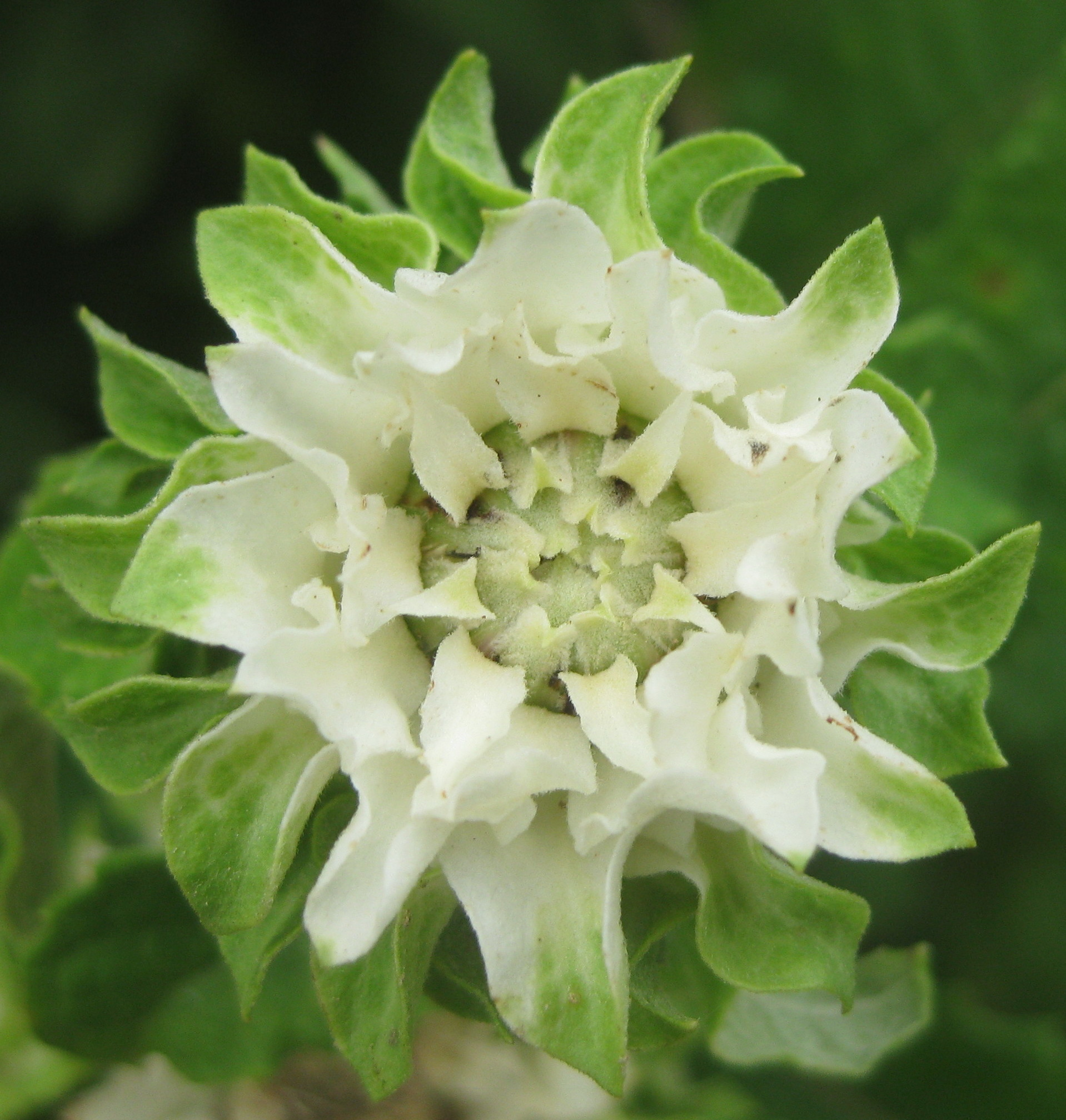
Vernonia calvoana.

Le ndolé appartient à la famille des Asteraceae (Compositae) et correspond aux espèces Vernonia amygdalina, Vernonia hymenolepis et Vernonia calvoana. Dans les pays anglophones comme le Nigeria, le ndolé est connu sous le nom de bitter leaves (« feuilles amères »). 
C'est un arbuste sauvage de la forêt équatoriale, endémique dans les régions humides montagneuses de l'Afrique du centre-ouest. Mais il est surtout une plante cultivée dans les exploitations de polyculture et dans les jardins familiaux, au Nigeria et au Cameroun. 
C'est une plante herbacée vivace qui constitue à l'état naturel un arbuste et même un petit arbre qui peut atteindre une hauteur de plusieurs mètres. Mais les cultivateurs coupent en général la tige après chaque récolte des feuilles pour assurer la repousse. Ses feuilles lancéolées sont assez longues et plus ou moins larges selon les variétés, avec une amertume très accentuée, et les fleurs sont petites et blanches. 
La plante préfère une certaine altitude avec des températures de l'ordre de 30 °C et demande beaucoup d'eau. C'est pourquoi la production culmine à la saison des pluies (entre mai et août au Cameroun). On obtient avec l'irrigation deux ou trois récoltes par an. 
Il faut à la plante entre 4 et 8 semaines pour produire des feuilles consommables après semis ou repiquage et le renouvellement des plants s'effectue régulièrement. On récolte les feuilles lorsqu'elles sont jeunes, avant qu’elles ne durcissent.
La production de ndolé au Cameroun est estimée à plusieurs dizaines de milliers de tonnes. La culture est faite à proximité des lieux de consommation comme Douala, en raison du problème de transport que représentent le volume et la périssabilité des feuilles. Une partie de la production alimente aussi le Nigéria et 4 ou 5 tonnes sont exportées séchées ou congelées vers les communautés africaines d'Europe.
Les feuilles se consomment cuisinées avec une pâte d'arachide.
La plante a aussi des vertus thérapeutiques : on utilise les feuilles et les racines dans le traitement des parasites intestinaux et vers, des menstruations douloureuses, de la malaria ou des maux de tête persistants.

## Le plat

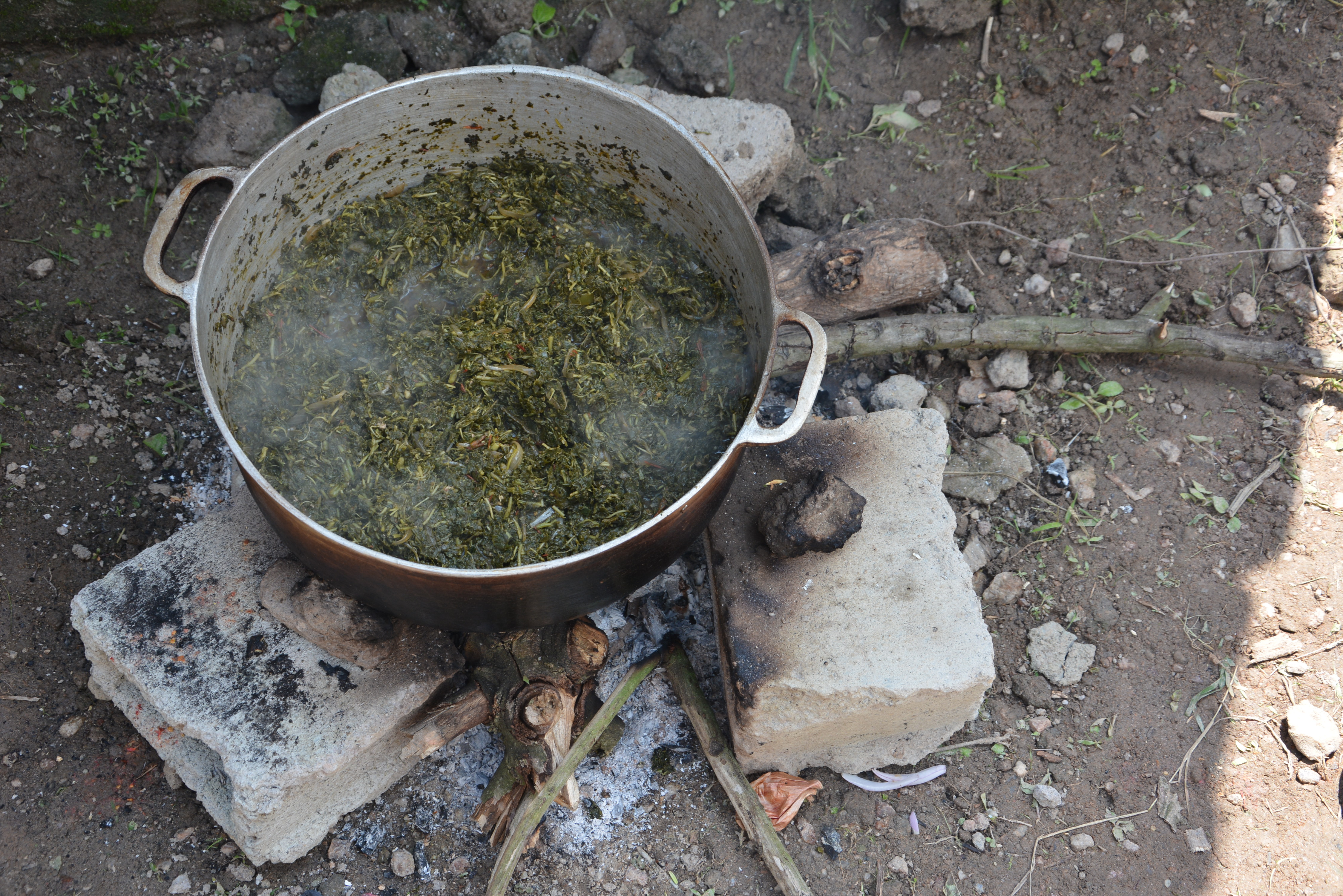
Cuisson du ndolè.

Le ndolè est parfois comparé aux épinards à cause de sa couleur et de sa texture, mais sa préparation est tout à fait différente. C'est un plat long et difficile à réaliser, mais bon marché. 
Le ndolè est élaboré avec les feuilles vertes bouillies à l'eau deux à trois fois avec du sel gemme pour leur faire perdre leur amertume. Dans une préparation cuite à base de pâte d'arachides fraîches et d'épices écrasées, on ajoute de la viande cuite en morceaux, du poisson fumé ou des crevettes fraîches ou fumées. Le plat est servi avec des plantains frits, du manioc. Certaines familles immigrées en Europe ont tendance à manger ce plat avec du riz asiatique, ce qui n'est pas l'accompagnement de base de cette sauce puisque le riz ne constitue pas une ressource vivrière fondamentale au Cameroun.
Dans le littoral, le ndolè est aussi appelé Ndolé-Miondo.

### Gastronomie
Le ndolé est présent à l'africaine dans la cuisine familiale, les restaurants et les marchés. 

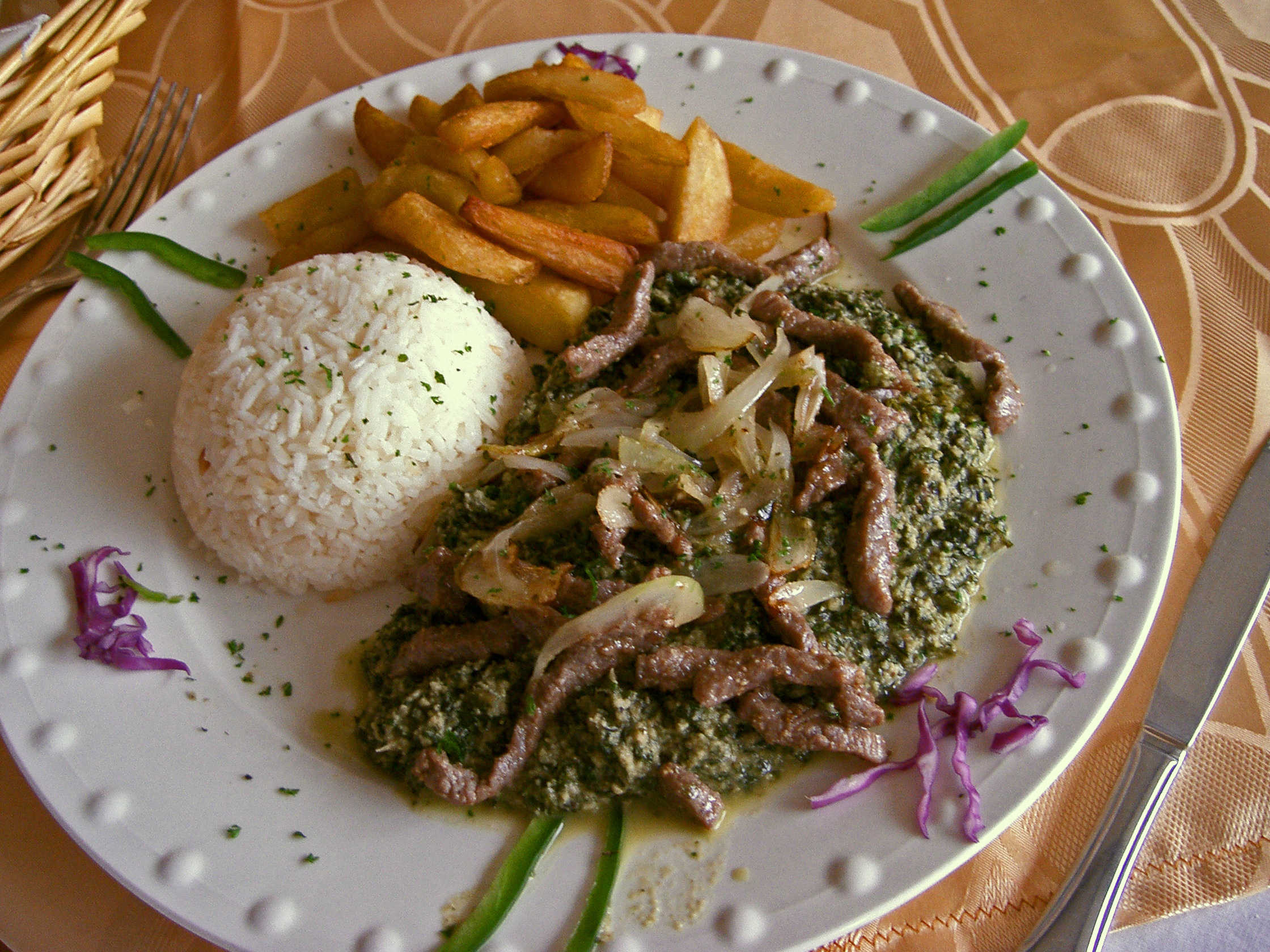
Ndolé camerounais.
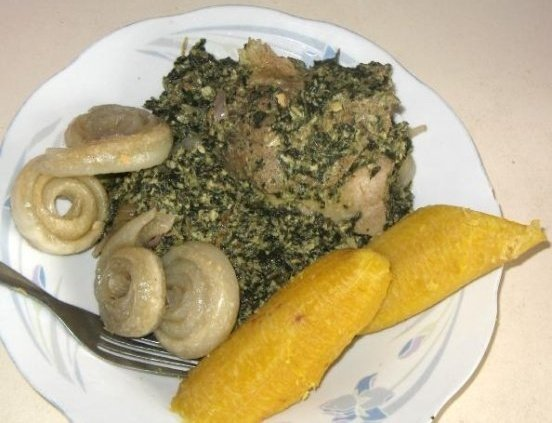
Plat de Ndolè.
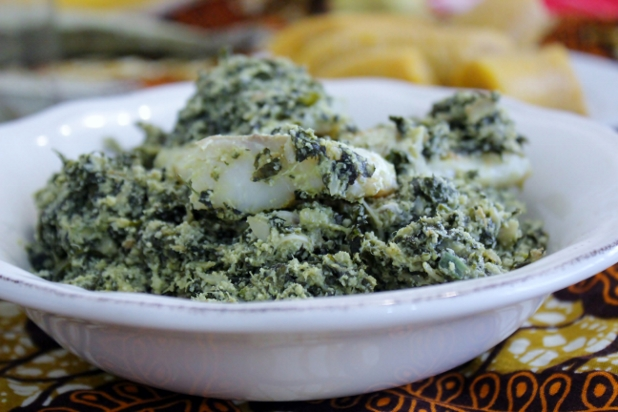
Ndolè à la morue.

Un chef camerounais, Christian Abégan, ancien élève du Cordon Bleu à Paris, chef reconnu de la gastronomie afro-caribéenne et coach de l’émission panafricaine Star Chef, entend « mettre l'Afrique à table ». Il livre une de ses recettes de ndolé,.